# Línea 268 (Suburbanos Montevideo)
La línea 268  de la red de transporte suburbano de Montevideo une terminal Baltasar Brum con la ciudad de Joaquín Suárez, ubicada en el departamento de Canelones.

## Historia
Fue creada por la entonces Cooperativa Línea L, uniendo inicialmente la Aduana con Piedras Blancas. En 1937 con la conformación de la Compañía Uruguaya del Transporte Colectivo recibió la denominación de línea 168 y su recorrido es extendido hacia el camino al Paso del Andaluz. En el año 2008 al definir la extensión de su recorrido hacia la ciudad de Suárez en Canelones, se decide modificar su denominación a 268 así como también su característica, pasando de ser una línea urbana a metropolitana.

## Recorridos
En ambos sentidos circula por los barrios Centro, Aguada, Cordón, Goes, La Figurita, Bolívar, Cerrito de la Victoria, Las Acacias, Piedras Blancas, Manga, Manga Rural, y las ciudades de Cassarino y Suárez. Al llegar al barrio de la Aguada en Montevideo, sobre la Avenida de las Leyes, cuenta con dos recorridos, uno directo por la Avenida del Libertador y otro circulando por los barrios Cordón y el Centro para culminar ambos en su destino. 
| Partida Andén 1 (Terminal Baltasar Brum) - Río Branco (Por el barrio La Aguada) - Galicia - Avenida del Libertador - Avenida de las Leyes - Avenida General Flores (Por los barrios Cordón y Centro) - Río Branco - Galicia - Julio Herrera y Obes - Paysandú - Avenida Daniel Fernández Crespo - Avenida de las Leyes (Recorrido habitual) - Corredor General Flores - Avenida General Flores - Avenida José Belloni - Camino Repetto - Camino Al Paso del Andaluz - Avenida Francisco Fiorito - Bulevar Artigas - Dos Caminos - Joaquín Suárez | Retorno (Joaquín Suárez) - Bulevar Artigas - Avenida Francisco Fiorito - Dotta - Solís - Camino Al Paso del Andaluz - Camino Repetto - Avenida José Belloni - Avenida General Flores - Corredor General Flores - Avenida General Flores (Por el barrio La Aguada) - Avenida de las Leyes - Avenida del Libertador - Avenida Uruguay - Ciudadela - Rambla Franklin Delano Rooselvelt - Galicia - (Terminal Baltasar Brum) (Por los barrios Cordón y Centro) Avenida de las Leyes - Madrid - Magallanes - Galicia - República - Uruguay - Ciudadela - Cerrito - Paysandú - Andes - (Terminal Baltasar Brum) |

## Paradas
| Ida - 7243 Andén de Salida - 6739 Avenida Rondeau - 6502 Nueva York - 6500 Venezuela - 6797 Plaza Mártires De Chicago - 6776 Domingo Aramburú - 6786 Guadalupe - 6782 Avenida General José Garibaldi - 6780 Bulevar General Artigas - 6795 Avenida Luis Alberto De Herrera - 7334 Coronel Juan Quesada - 6778 Teniente Coronel Euclides Salari - 6794 Presidente Ingeniero José Serrato - 6788 Honduras - 6774 Camino Corrales - 6792 José María Guerra - 6784 Doctor Gregorio Rodríguez - 6768 Bulevar Aparicio Saravia - 6957 Camino Teniente Galeano - 6959 Camino Teniente Rinaldi - 6951 Camino Capitán Tula - 6953 Profesor Clemente Ruggia - 6949 Camino Repetto - 6611 Camino Del Andaluz - 6607 Previsión - 6558 Concrexur - 6546 Avenida de la Aljaba - 6554 Camino Carlos A López - 6556 Tolón - 6548 Barrio Nuevo - 6544 Abrevadero - 6569 Frente Horno De Ladrillos - 6605 La Bomba - 6567 Frente al número 3191 - 6561 Marmolería - 6550 Bodega - 6609 Quiosco Policial - 6563 Frente al número 2324 - 6565 Frente al número 2250 - 6552 Bodega Faraut - 6571 km. 0 - 6573 Km. 0.900 - 6575 Km. 1.200 - 6577 Km. 1.800 - 6579 km. 2 - 6581 km. 2.500 - 6583 Km. 2.900 - 7604 Barraca Los 3 - 7336 Km. 3 - 6585 Km. 3.300 (Escuela Cassarino) - 6587 Km. 3.600 Ruta 85 - 6589 Km. 4 - 6591 Km. 4.300 - 6593 Km. 4.500 - 6595 Km. 5.200 - 7337 Km. 5.500 - 6597 Km. 6.100 - 6599 Km. 6.500 (Barraca) - 6603 Km. 6.700 - 6601 Km. 7 (Vía Férrea) - 6560 Estación AFE - 6408 Plaza Suárez - 6405 José Pedro Varela - 7182 Terminal Suárez | Vuelta - 7182 Terminal Suárez - 6406 José Pedro Varela - 6407 Plaza Suárez - 6714 Solís - 6602 Km. 7 ( Vía Férrea) - 6604 Km. 6.700 - 6600 Km. 6.500 (Barraca) - 6598 Km. 6.100 - 7338 Km. 5.500 - 6596 Km. 5.200 - 6594 Km. 4.500 - 6592 Km. 4.300 - 6590 Km. 4 - 6588 Km. 3.600 Ruta 85 - 6586 Km. 3.300 (Escuela Cassarino) - 6584 Km: 2.900 (Barraca) - 6582 Km. 2.500 - 6580 Km. 2 - 6578 Km. 1.800 - 6576 Km. 1.200 - 6574 Km. 0.900 - 7339 Km. 1 - 7340 Km. 0.100 - 6572 Km. 0 - 6553 Bodega Faraut - 6566 Frente al número 2250 - 6564 Frente al número 2324 - 6610 Quiosco Policial - 6551 Bodega - 6562 Marmolería - 6568 Frente al número 3191 - 6606 La Bomba - 6570 Frente a Horno De Ladrillos - 6545 Camino Abrevadero - 6549 Barrio Nuevo - 6557 Tolón - 6555 Camino Carlos A López - 6547 Avenida de la Aljaba - 6559 Concrexur - 6608 Previsión - 6612 Camino Del Andaluz - 6950 Camino Repetto - 6954 Profesor Clemente Ruggia - 6952 Camino Capitán Tula - 6956 Matilde Pacheco de Batlle y Ordóñez - 6960 Camino Teniente Rinaldi - 6958 Camino Teniente Galeano - 6955 Avenida General Flores - 6769 Bulevar Aparicio Saravia - 6793 José María Guerra - 6771 Carreras Nacionales - 6775 Camino Corrales - 6772 Chimborazo - 6779 Francisco Plá - 6791 Bulevar José Batlle Y Ordóñez - 6773 Coronel Juan Quesada - 6796 Avenida Luis Alberto De Herrera - 6781 Bulevar General Artigas - 6783 Avenida General José Garibaldi - 6787 Guadalupe - 6777 Domingo Aramburú - 6790 Isidoro De María - 6454 Guatemala - 6500 Venezuela - 6503 Nueva York - 7204 Río Branco - 7206 Ciudadela - 6738 Florida - 7316 Terminal Baltasar Brum |

## Frecuencia
- Línea 268 con destino a Joaquín Suárez por Cordón circula aproximadamente entre 50 minutos y 1 hora y 15 minutos todos los días tanto hábiles como fines de semana.

- Línea 268 con destino a Joaquín Suárez por Aguada pasa con la misma frecuencia que cuando recorre Cordón.